# Saxifraga karacardica
Saxifraga karacardica är en stenbräckeväxtart som beskrevs av J. Bürgel. Saxifraga karacardica ingår i Bräckesläktet som ingår i familjen stenbräckeväxter. Inga underarter finns listade i Catalogue of Life.